# Mesopotamia
Mesopotamia (Grieks: [land] in het midden van rivieren) was een Romeinse provincia die min of meer overeenstemt met het gebied dat we nu kennen als Mesopotamië. Het was kortstondig van 115 tot 117 voor het eerst in Romeins bezit. Het noordelijke gedeelte ervan kwam onder keizer Septimus Severus in 195 opnieuw in Romeinse handen, en werd na de succesvolle veldtocht van keizer Galerius in 298 opnieuw uitgebreid tot aan de rivier de Tigris.

## Geschiedenis
Tot 115 was Mesopotamia een deel van het rijk van de Parthen. Toen de Parthische koning Osroes I echter de Exedares, de Romeinse vazalkoning van het koninkrijk Armenië afzette en zijn eigen neef Parthamasiris op de Armeense troon plaatste, trok de Romeinse keizer Trajanus met zijn troepen Armenië binnen. Hij heroverde Armenië en maakte het tot de Romeinse provincie Armenia (114). Osroene werd een Romeinse vazalstaat. 
Vervolgens viel hij Parthië binnen. Eind 115 had Trajanus Noord-Mesopotamië veroverd; hij richtte het begin 116 in als de nieuwe provincia Mesopotamia. De keizer veroverde in dat jaar ook Zuid-Mesopotamië op de Parthen, en voegde het toe aan de provincie; ten oosten van de Tigris stichtte hij Assyria. In Parthië zette hij Osroes af en benoemde hij diens zoon Parthamaspates als Romeinse vazalkoning.
Nadat Trajanus in 117 overleed, verdreef de Parthische bevolking Parthamaspates en werd Osroes opnieuw koning van de Parthen. Trajanus' opvolger Hadrianus besloot in 118 de Romeinse legers die ten oosten van de Eufraat gelegerd waren terug te trekken. Armenia werd weer een vazalkoninkrijk van de Romeinen, Mesopotamia werd opnieuw een deel van het Parthische rijk. 
Onder keizer Septimius Severus werden in 195 de staatjes Edessa en Nisibis geannexeerd en omgevormd tot wederom de provincie Mesopotamië.
In 298 bracht keizer Galerius de Perzische koning Narseh een verpletterende nederlaag toe, waarbij de keizerlijke harem met alle vrouwen en eneuchem in Romeinse handen viel. Verdere overwinningen volgende in Mesopotamië en de Romeinen marcheerden op tot de Perzische hoofdstad Ktesiphon. Bij de vrede die het jaar daarop gesloten werd (Vrede van Nisibis) stond Narseh heel Mesopotamië tot en met de rivier de Tigris af, in ruil voor terugave van zijn koninklijke vrouwen. Het veroverde gebied werd opnieuw als provincie ingericht en zou dat voor meer dan een generatie blijven. 
Het noorden van Mesopotamië zou Romeins blijven tot het in de 7e eeuw door de moslims werd veroverd.

Achaea · Alexandria et Aegyptus · Africa · Alpes Cottiae · Alpes Maritimae · Alpes Poeninae · Arabia Petraea · Armenia Inferior · Asia · Britannia · Cappadocia · Cilicia · Corsica · Creta · Cyprus · Cyrenaica · Dacia · Dalmatia · Epirus · Galatia · Gallia (Aquitania · Belgica · Lugdunensis · Narbonensis) · Germania (Inferior · Superior) · Hispania (Baetica · Lusitania · Tarraconensis) · Italia · Iudaea · Lycaeonia · Lycia · Macedonia · Mauretania (Caesariensis · Tingitana) · Moesië (Inferior · Superior) · Noricum · Numidia · Pannonia (Inferior · Superior) · Pamphylia · Pisidia · Pontus et Bithynia · Raetia · Sardinia · Sicilia · Syria · Thracia

Tijdelijke bezettingen: Germania (7-9 n.Chr.) · Armenia (114-117 n.Chr.) · Assyria (116-117 n.Chr.) · Mesopotamia (115-117 n.Chr.)